# Skalbmierz
Skalbmierz ist eine Stadt im Powiat Kazimierski der Woiwodschaft Heiligkreuz in Polen. Die Stadt mit fast 1300 Einwohnern ist Sitz der gleichnamigen Stadt-und-Land-Gemeinde mit etwa 6600 Einwohnern.

## Geschichte
Archäologische Untersuchungen bestätigen, dass in der Umgebung von Skalbmierz Siedlungen existierten, die bis auf 4000 v. Chr. zurückreichen. Die Ursprünge von Skalbmierz liegen im Dunkel der Geschichte, sodass das genaue Gründungsdatum der Stadt nicht präzise bestimmt werden kann. Einer Legende nach war der Gründer der Siedlung und der örtlichen Kirche der Palatin von Bolesław III. Schiefmund – Skarbimir, der aus dem Adelsgeschlecht der Awdaniec stammte. Er war ein Ritter, der an der Wende vom 11. zum 12. Jahrhundert lebte und geblendet sowie aus dem Land verbannt wurde. Nach diesem Ereignis wurde Skalbmierz Eigentum der Krakauer Bischöfe.
Die älteste urkundliche Erwähnung von Skalbmierz stammt aus dem Jahr 1217. In dieser Zeit existierte an der Stelle des heutigen Skalbmierz eine Siedlung, durch die eine uralte Handelsstraße führte. Diese Straße verlief von den deutschen Ländern über Breslau nach Krakau, Sandomierz und weiter bis nach Rus. Die Johanneskirche wurde 1217 geweiht.
Während des Bürgerkriegs um das Jahr 1234 eroberte Konrad I. von Masowien Skalbmierz und befestigte die Kirche, indem er sie für Verteidigungszwecke anpasste. Im Jahr 1241 wurde Skalbmierz von den Tataren überfallen, die die Stadt verwüsteten. Trotz der Zerstörungen durch den Überfall verlor die Stadt nicht an Bedeutung.
Ein wichtiges Datum in der Geschichte von Skalbmierz war der 20. Februar 1342, als König Kasimir III. der Große auf der Königlichen Burg in Krakau das Gründungsdokument für die Stadt Skalbmierz nach dem Neumarkter Recht erließ. Dies war ein entscheidender Moment in der Geschichte der Stadt. Die Blütezeit erlebte Skalbmierz im 15. und 16. Jahrhundert. Damals zählte man die Stadt zur zweiten Kategorie, während in Kleinpolen nur Krakau als Hauptstadt zur ersten Kategorie gehörte, was auf die große Bedeutung von Skalbmierz in jener Zeit hinweist. Die Stadt behielt die Pflicht zur Stationierung von Truppen bei. Im 16. bis 19. Jahrhundert gehörte die Stadt zum Proszowicer Kreis. Im 16. Jahrhundert waren in der Stadt 23 Brauer, 12 Schuster, 10 Leineweber, 7 Metzger, 6 Kürschner, 5 Schneider, 5 Schmiede, 4 Böttcher, 4 Bäcker, 3 Mützenmacher, Seiler, Barbiere, Stellmacher, Tischler, Sattler, Riemer, Schlosser und Goldschmiede tätig, die in Zünften organisiert waren. Die Stadt war offen und besaß keine Stadtmauern, was vermutlich auf die sichere Lage im Zentrum von Kleinpolen zurückzuführen war. Im Falle einer Bedrohung war die Kirche befestigt, in der die Bevölkerung Zuflucht finden konnte. Die Grundlage für die Entwicklung von Skalbmierz war der Handel. Neben den wöchentlichen Märkten erhielt die Stadt im Laufe der Jahrhunderte durch Privilegien 13 Jahrmärkte. Die Entwicklung der Stadt wurde im 17. Jahrhundert gehemmt. Die Ursachen dafür waren Brände, besonders der verheerende Brand im Jahr 1618, danach die Pestepidemie sowie schließlich die Schwedische Sintflut und die Überfälle der Ungarn und Kosaken. Eine Wiederbelebung der Stadt erfolgte erst in der zweiten Hälfte des 18. Jahrhunderts. Von 1810 bis 1867 war Skalbmierz Sitz der Kreisverwaltung im Krakauer Departement, später in der Krakauer Woiwodschaft mit Sitz in Kielce und schließlich im Radomer Gouvernement.
Skalbmierz verlor im Jahr 1870 die Stadtrechte.
Die Wiedererlangung der Unabhängigkeit Polens im Jahr 1918 weckte die örtlichen gesellschaftlichen Aktivisten dazu auf, sich um die Wiedererlangung der Stadtrechte für Skalbmierz zu bemühen. Die Bemühungen des damaligen Notarassistenten Antoni Baum führten zu einem positiven Ergebnis, und am 31. März 1927 erhielt Skalbmierz die verlorenen Stadtrechte zurück. In der Zwischenkriegszeit entstanden in Skalbmierz unter anderem ein neues Schulgebäude und ein Volksheim mit dem Kino „Lotnik“. Ein Wasserlauf wurde kanalisiert, was das Pflastern mehrerer Straßen ermöglichte. Im Jahr 1924 wurde eine Blaskapelle gegründet.
Die Zeit der langsamen Entwicklung der Stadt in den Zwischenkriegsjahren wurde durch die deutsche Aggression unterbrochen. In der Nacht vom 6. auf den 7. September 1939 war Skalbmierz Schauplatz eines blutigen Gefechts zwischen dem 2. Podhalaner Schützenregiment und einer deutschen Panzerabteilung. Die frühesten konspirativen Aktivitäten in der Region Ponidzie fanden im Herbst 1939 in Skalbmierz statt. Am 5. August 1944 führten deutsch-ukrainische Truppen eine Stadtpazifikation durch. Zur Verteidigung der Stadt traten Einheiten der Heimatarmee (Armia Krajowa) und der Bauernbataillone an. 64 Einwohner von Skalbmierz wurden ermordet. Zu Hilfe kam eine Einheit der Volksarmee (Armia Ludowa) sowie zwei sowjetische Panzer aus der in Wiślica stationierten Panzervorhut. Die Deutschen wurden schließlich aus der Stadt vertrieben. In den Kämpfen starben etwa 20 Partisanen. Zum Gedenken an die Opfer und Verteidiger verlieh der Staatsrat der Stadt anlässlich des 25. Jahrestages der Pazifikation den Orden des Grunwald-Kreuzes III. Klasse.
Der Ort gehörte von 1975 bis 1998 zur Woiwodschaft Kielce.
Bürgermeister ist seit den Kommunalwahlen 2018 Marek Juszczyk.

## Gemeinde
Zur Stadt-und-Land-Gemeinde (gmina miejsko-wiejska) Skalbmierz gehören neben der Stadt selbst 23 Dörfer mit einem Schulzenamt. Die Gemeinde hat eine Fläche von 85,9 Quadratkilometern.

## Verkehr
In der Stadt kreuzen sich die Woiwodschaftsstraßen:
Droga wojewódzka 768: Jędrzejów – Brzesko
Droga wojewódzka 783: Olkusz – Skalbmierz
Den Busverkehr betreiben PKS Busko Zdrój sowie private Unternehmen. Skalbmierz verfügt über direkte Verbindungen nach Kielce, Krakau, Kattowitz, Lublin, Kazimierza Wielka, Koszyce, Miechów, Działoszyce und Pińczów.

## Persönlichkeiten
- Stanisław von Skarbimierz (um 1362–1431), Jurist und Domherr
- Zdzisław Antolski (1953–2023), Schriftsteller
- Jacek Włosowicz (* 1966), Politiker und MdEP.